# گمینا بلیژن
گمینا بلیژن (به لهستانی:  Gmina Bliżyn) یک گمینا در لهستان است که در شهرستان سکارژسکو واقع شده‌است. گمینا بلیژن ۱۴۱٫۰۸ کیلومتر مربع مساحت و ۸٬۶۱۷ نفر جمعیت دارد.